# Andalgalomys
Andalgalomys is een geslacht van knaagdieren uit zuidelijk Zuid-Amerika. Het behoort tot de geslachtengroep Phyllotini binnen de onderfamilie Sigmodontinae van de familie Cricetidae en komt voor in Noord-Argentinië, Noord-Paraguay en Zuid-Bolivia. Er zijn twee soorten, waarvan er een twee ondersoorten heeft. Het geslacht is door sommigen als een synoniem van Graomys beschouwd; een van de soorten werd oorspronkelijk als een soort van Graomys beschreven.
Het geslacht omvat de volgende soorten en ondersoorten:
- Andalgalomys olrogi (Catamarca, Argentinië)
- Andalgalomys pearsoni (Chaco van West-Paraguay en Zuidoost-Bolivia), met twee ondersoorten:
  - Andalgalomys pearsoni dorbignyi (Zuidoost-Bolivia)
  - Andalgalomys pearsoni pearsoni (West-Paraguay)